# Sepaicutea fisheri
Sepaicutea fisheri är en skalbaggsart som beskrevs av Lane 1972. Sepaicutea fisheri ingår i släktet Sepaicutea och familjen långhorningar.
Artens utbredningsområde är Guatemala. Inga underarter finns listade i Catalogue of Life.